# 新城郡 (曹魏)
新城郡，中国三国时设置的郡。
曹魏黄初元年（220年）合房陵、上庸等郡置，治所在房陵县（今湖北省房县）。属荆州。辖境相当今湖北省房县、保康、南漳、竹溪、竹山等县地。新城郡守孟达曾起兵作乱，被魏将司马懿镇压。其后分西部置上庸郡，辖境缩小。南朝齐改为南新城郡。梁复为新城郡。属岐州。北周改为光迁郡。